# Apache Software Foundation
A Apache Software Foundation (ASF), conhecida também apenas como Apache Foundation ou Fundação Apache, é uma organização sem fins lucrativos criada para suportar os projetos  de código aberto, principalmente os Apache, incluindo o servidor web Apache HTTP Server. 
A ASF é uma comunidade descentralizada de desenvolvedores de software. Os softwares criados pela fundação são distribuídos sob a licença Apache e são conhecidos como software livre ou open source software. Os projetos Apache são caracterizados por um processo colaborativo e consensual e por uma licença aberta e pragmática. Os projetos são gerenciados por pessoas que são escolhidas, dentre os técnicos que contribuem mais ativamente, por todos participantes do projeto. A ASF é uma meritocracia, isto é, para ser membro da fundação, o voluntário deve ter participado ativamente de projetos Apache.
Um dos objetivos da ASF é proteger legalmente os participantes dos seus projetos, e prevenir que o nome Apache seja utilizado por outras organizações sem a devida permissão.
Entre os seus integrantes, estão o chairman Greg Stein, os desenvolvedores Ken Coar, J. Aaron Farr, Cliff Schmidt, entre muitos outros. É mantida principalmente por doações e contando com o apoio de grandes corporações, como IBM e Sun, tanto no que diz respeito ao desenvolvimento de produtos, quanto no fornecimento de hardware ou até mesmo no aspecto financeiro.

## Projetos
Dentre os projetos formalmente reconhecidos como Apache temos:
- Apache HTTP Server: um servidor web.
- Apache OpenOffice: conjunto de aplicativos para escritório.
- Ant: uma ferramenta utilizada em projetos de desenvolvimento.
- APR: uma biblioteca para portabilidade escrita em linguagem C.
- Beehive: um modelo visual de objetos Java.
- Cocoon: um framework de publicação em XML.
- DB: uma base de dados.
- Directory: um servidor de diretórios que suporta LDAP e outros protocolos.
- Apache Excalibur: um container de Inversion of Control.
- Apache CouchDB: um banco de dados NoSQL.
- Apache Forrest: um framework de documentação baseado no Cocoon.
- Apache Geronimo: um servidor J2EE.
- Apache Gump: um software utilizado para gerenciamento de integração, dependências e versões.
- Apache Hadoop: um framework para desenvolvimento de aplicações distribuídas que é subdivido em três projetos: Hadoop Commons, Hadoop Distributed File System e Hadoop MapReduce
- Incubator: para projetos que aspiram fazer parte da ASF.
- Jakarta: uma série de utilitários para Java.
- Apache James: ferramenta de email e servidor news.
- Lenya: sistema de gerenciamento de conteúdo.
- Log de dados: serviços de logging e auditoria, inclui o log4j.
- Lucene: uma biblioteca para busca em texto escrita em Java.
- Maven: ferramenta para gerenciamento de projetos em Java.
- MyFaces: um desenvolvimento do padrão JavaServer Faces.
- mod perl: para sítios dinâmicos escritos em Perl.
- Apache Portals: ferramenta para portais para Web.
- SpamAssassin: filtro de email, utilizado para identificar spam.
- Struts: um framework para desenvolvimento de aplicações para Web em Java.
- Apache Tcl: utilizado para criação de sítios dinâmicos em Tcl
- Web services: utilizado na construção de sistemas relacionados a Web Services
- Apache XML: soluções para XML
- XMLBeans: ferramenta para binding de XML para objetos escritos em Java.
- XML Graphics: utilizado para conversão de arquivos XML em artefatos gráficos.